# Pops Mensah-Bonsu
Nana Papa Yaw "Pops" Mensah-Bonsu (Londres, 7 de septiembre de 1983) es un exjugador inglés de baloncesto.

## Carrera

### Universidad
Mensah-Bonsu jugó dos temporadas en la Universidad George Washington, procedente del St. Augustine College Preparatory School, en Richland, Nueva Jersey. En George Washington, lideró a los Colonials al torneo de la NCAA de 2005, donde cayeron en primera ronda. La siguiente campaña fue más exitosa tanto en el plano individual como en el colectivo, finalizando la temporada regular con un balance de 26-1, situándose en el Top 10 por primera vez en 50 años. Sin embargo, sufrió una lesión de rodilla finalizando la temporada regular y no regresó hasta el torneo de la NCAA de 2006, donde la lesión redujo su producción y probablemente fue el hecho que le dejó sin equipo en el Draft. Tras ganar a la Universidad de North Carolina Wilmington, cayeron eliminados con Duke Blue Devils. En la temporada 2005-06 fue incluido en el mejor quinteto de la Atlantic 10 Conference y el año antes en el segundo, promediando 15 puntos por partido en su carrera universitario.

### NBA
Tras no ser elegido en el Draft de la NBA de 2006, firmó con Dallas Mavericks, jugando la mayor parte de la temporada en Fort Worth Flyers, equipo afiliado de los Mavs en la NBDL. Jugó el All-Star Game de la D-League y fue nombrado el MVP del partido con 30 puntos y 7 rebotes. Mensah-Bonsu recaló en los Mavericks el 8 de febrero de 2006, anotando su primer punto en la NBA ante Atlanta Hawks. En los 12 partidos que jugó en la liga, promedió 2.4 puntos y 1.8 rebotes en 5.9 minutos de juego.

### ACB
El 5 de mayo de 2008 fue fichado por el club CB Granada para un único partido, el que decidía la temporada en ACB para el CB Granada, ya que si no ganaban, bajaban a la LEB.
Mensah-Bonsu lideró el partido anotando 22 puntos y 9 rebotes acabando con un 29 de valoración, atrapando el último rebote que daba la victoria a su equipo, quedando como un héroe en un partido histórico para el equipo granadino, que finalizó 89-87 contra el TAU de Vitoria.
De cara a la temporada 2008-09, Pops se comprometió con el Club Joventut de Badalona. Sin embargo, una lesión producida el 30 de octubre de 2008 desató, debido a las diferentes posturas respecto al tratamiento de recuperación a seguir, un conflicto entre el jugador y el club que acabó desembocando en la rescisión del contrato que les unía el 4 de diciembre de 2008.

### Vuelta a la NBA
En febrero de 2009 Mensah-Bonsu formaba parte de la plantilla de los Austin Toros, equipo de la NBDL vinculado a los San Antonio Spurs. Tras sus grandes actuaciones el ex pívot del DKV Joventut firma un contrato con los Spurs. Debutó en la victoria ante Portland Blazers capturando un rebote en el minuto que le concedió Gregg Popovich. El 4 de marzo de 2009 fue cortado por los Spurs y Toronto Raptors se hizo con sus servicios.
El 21 de agosto de 2009 fichó por Houston Rockets. Meses después, es cortado por Houston Rockets y es contratado por su antiguo equipo, los Toronto Raptors.

### Vuelta a Europa
Tras abandonar los Toronto Raptors tan sólo ha promediado 3.3 puntos y 3.1 rebotes en 53 partidos, en noviembre de 2009 firma con el PBC CSKA Moscú.
En 2010 Pops Mensah-Bonsu sólo unos días después de que su fichaje por el Caja Laboral Baskonia quedara descartado por "no completarse satisfactoriamente el proceso de contratación", cierra un acuerdo para probar en pretemporada con los New Orleans Hornets.
En la temporada 2010/2011 jugó en el ASVEL Lyon-Villeurbanne de la Pro A francesa, y tenía que haber jugado con la selección de Gran Bretaña el Eurobasket 2011, sin embargo, una inoportuna lesión, impidió que acudiera a la cita.
En diciembre de 2011 firma con el Beşiktaş Cola Turka para suplir la ausencia de Deron Williams ya que una vez que ha finalizado el lockout, tanto Williams como Semih Erden han abandonado el equipo, dejando al equipo turco muy corto de efectivos para afrontar tanto la competición de su país, como la Eurochallenge.
En la temporada 2011/12 con el Besiktas, acreditó una media de 12,8 puntos y 7,8 rebotes por partido, en la competición liguera, y 18,5 puntos y 11,8 rebotes en la Eurochallenge.
En marzo de 2013 firma con el Cajasol para incorporarse a la plantilla que entrena Aíto García Reneses firmando un contrato hasta final de temporada para suplir la baja por lesión del estadounidense Latavious Williams.

### Sanción y retirada
Mensah-Bonsu, con 32 años jugó su última temporada como jugador profesional con el AEK Atenas, donde promedió 15.1 puntos y 9.0 rebotes en la HEBA griega.
En 2015, anuncia que se retira del baloncesto. Los dos años de suspensión que le impusieron en julio de 2015 por dopaje han precipitado los acontecimientos. El jugador iniciará un nuevo proyecto como representante regional de jugadores NBA

## Estadísticas de su carrera en la NBA

### Temporada regular
| Año     | Equipo      | PJ | PT | MPP  | %TC  | %3P  | %TL  | RPP | APP | ROB | TPP | PPP |
| ------- | ----------- | -- | -- | ---- | ---- | ---- | ---- | --- | --- | --- | --- | --- |
| 2006–07 | Dallas      | 12 | 0  | 5.9  | .647 | .000 | .389 | 1.8 | .0  | .1  | .0  | 2.4 |
| 2008–09 | San Antonio | 3  | 0  | 6.7  | .714 | .000 | .714 | 3.3 | .0  | .3  | .3  | 5.0 |
| 2008–09 | Toronto     | 19 | 0  | 13.8 | .354 | .000 | .683 | 5.4 | .3  | .4  | .2  | 5.1 |
| Total   |             | 34 | 0  | 10.4 | .417 | .000 | .606 | 3.9 | .2  | .3  | .1  | 4.1 |

## Palmarés
- Subcampeón del Concurso de mates ACB 2008-09.